# Списак Оскара које је освојио Волт Дизни
Волт Дизни (1901–1966) био је амерички филмски продуцент, режисер, сценариста, аниматор и цртач стрипова који је освојио и примио двадесет и шест награда Оскар коју додељује Академија филмских уметности и наука. Освојио је двадесет и две такмичарске награде Оскара од укупно педесет девет номинација, а такође држи рекорде за већину победа и највише номинација за појединца у историји награде.
Дизни је освојио своју прву такмичарску награду и добио своју прву почасну награду Академије на 5. додели Оскара 1932. године. Добио је почасну награду Академије за стварање Микија Мауса и освојио Оскара за најбољи кратки филм (цртани филм) за филм Цвеће и дрвеће. На седам узастопних церемонија доделе Оскара које су уследиле ( од 6. до 12.), Дизни је узастопно добио номинације и победио у истој категорији.
Дизни је добио још три почасне награде Академије, једну 1939. и две 1942. године. На 26. додели Оскара (1954), Дизни је освојио Оскара у све четири категорије у којима је био номинован: најбољи кратки филм (цртани филм), најбољи кратки филм (две ролне), најбољи документарац (дугометражни) и најбољи документарни филм (краткометражни). Године 1965. Дизни је добио своју једину номинацију за најбољи филм, за филм Мери Попинс. Постхумно му је додељена последња награда на додели 1969. године за Winnie the Pooh and the Blustery Day.

## Награде Академија филмских уметности и наука
| Година                             | Категорија                                  | Филм                                 | Резултат                    | Изв.          |
| ---------------------------------- | ------------------------------------------- | ------------------------------------ | --------------------------- | ------------- |
| [[5. додела Оскара\|1932. (5.)]]   | Најбољи кратки филм (цртани филм)           | Цвеће и дрвеће                       | Освојено                    | [ 2 ] [ 16 ]  |
| [[5. додела Оскара\|1932. (5.)]]   | Најбољи кратки филм (цртани филм)           | Mickey's Orphans                     | Номинација                  | [ 2 ]         |
| [[6. додела Оскара\|1933. (6.)]]   | Најбољи кратки филм (цртани филм)           | Три прасета                          | Освојено                    | [ 3 ]         |
| [[6. додела Оскара\|1933. (6.)]]   | Најбољи кратки филм (цртани филм)           | Building a Building                  | Номинација                  | [ 3 ]         |
| [[7. додела Оскара\|1934. (7.)]]   | Најбољи кратки филм (цртани филм)           | The Tortoise and the Hare            | Освојено                    | [ 4 ]         |
| [[8. додела Оскара\|1935. (8.)]]   | Најбољи кратки филм (цртани филм)           | Три сирота мачета                    | Освојено                    | [ 5 ]         |
| [[8. додела Оскара\|1935. (8.)]]   | Најбољи кратки филм (цртани филм)           | Who Killed Cock Robin?               | Номинација                  | [ 5 ]         |
| [[9. додела Оскара\|1936. (9.)]]   | Најбољи кратки филм (цртани филм)           | The Country Cousin                   | Освојено                    | [ 6 ]         |
| [[10. додела Оскара\|1937. (10.)]] | Најбољи кратки филм (цртани филм)           | The Old Mill                         | Освојено                    | [ 7 ]         |
| [[11. додела Оскара\|1938. (11.)]] | Најбољи кратки филм (цртани филм)           | Бик Фердинанд                        | Освојено                    | [ 8 ]         |
| [[11. додела Оскара\|1938. (11.)]] | Најбољи кратки филм (цртани филм)           | Храбри мали кројач                   | Номинација                  | [ 8 ]         |
| [[11. додела Оскара\|1938. (11.)]] | Најбољи кратки филм (цртани филм)           | Добри извиђачи                       | Номинација                  | [ 8 ]         |
| [[11. додела Оскара\|1938. (11.)]] | Најбољи кратки филм (цртани филм)           | Мама Гуска иде у Холивуд             | Номинација                  | [ 8 ]         |
| [[12. додела Оскара\|1939. (12.)]] | Најбољи кратки филм (цртани филм)           | Ружно паче                           | Освојено                    | [ 9 ]         |
| [[12. додела Оскара\|1939. (12.)]] | Најбољи кратки филм (цртани филм)           | The Pointer                          | Номинација                  | [ 9 ]         |
| [[14. додела Оскара\|1941. (14.)]] | Најбољи кратки филм (цртани филм)           | Lend a Paw                           | Освојено                    | [ 10 ]        |
| [[14. додела Оскара\|1941. (14.)]] | Најбољи кратки филм (цртани филм)           | Школски полицајац                    | Номинација                  | [ 10 ]        |
| [[15. додела Оскара\|1942. (15.)]] | Најбољи кратки филм (цртани филм)           | Фирерово лице                        | Освојено                    | [ 17 ]        |
| [[15. додела Оскара\|1942. (15.)]] | Оскар за најбољи документарни филм (кратки) | The Grain That Built a Hemisphere    | Номинација                  | [ 17 ]        |
| [[15. додела Оскара\|1942. (15.)]] | Оскар за најбољи документарни филм (кратки) | Нови дух                             | Номинација                  | [ 17 ]        |
| [[16. додела Оскара\|1943. (16.)]] | Најбољи кратки филм (цртани филм)           | Разум и емоције                      | Номинација                  | [ 18 ]        |
| [[17. додела Оскара\|1944. (17.)]] | Најбољи кратки филм (цртани филм)           | How to Play Football                 | Номинација                  | [ 19 ]        |
| [[18. додела Оскара\|1945. (18.)]] | Најбољи кратки филм (цртани филм)           | Donald's Crime                       | Номинација                  | [ 20 ]        |
| [[19. додела Оскара\|1946. (19.)]] | Најбољи кратки филм (цртани филм)           | Squatter's Rights                    | Номинација                  | [ 21 ]        |
| [[20. додела Оскара\|1947. (20.)]] | Најбољи кратки филм (цртани филм)           | Чип и Дејл                           | Номинација                  | [ 22 ]        |
| [[20. додела Оскара\|1947. (20.)]] | Најбољи кратки филм (цртани филм)           | Pluto's Blue Note                    | Номинација                  | [ 22 ]        |
| [[21. додела Оскара\|1948. (21.)]] | Најбољи кратки филм (две ролне)             | Seal Island                          | Освојено                    | [ 12 ] [ 23 ] |
| [[21. додела Оскара\|1948. (21.)]] | Најбољи кратки филм (цртани филм)           | Мики и фока                          | Номинација                  | [ 23 ]        |
| [[21. додела Оскара\|1948. (21.)]] | Најбољи кратки филм (цртани филм)           | Чај за две стотине                   | Номинација                  | [ 23 ]        |
| [[22. додела Оскара\|1949. (22.)]] | Најбољи кратки филм (цртани филм)           | Toy Tinkers                          | Номинација                  | [ 24 ]        |
| [[23. додела Оскара\|1950. (23.)]] | Најбољи кратки филм (две ролне)             | У долини даброва                     | Освојено                    | [ 25 ]        |
| [[24. додела Оскара\|1951. (24.)]] | Најбољи кратки филм (две ролне)             | Nature's Half Acre                   | Освојено                    | [ 26 ]        |
| [[24. додела Оскара\|1951. (24.)]] | Најбољи кратки филм (цртани филм)           | Лав Ламберт                          | Номинација                  | [ 26 ]        |
| [[25. додела Оскара\|1952. (25.)]] | Најбољи кратки филм (играни филм)           | Водене птице (филм)                  | Освојено                    | [ 27 ]        |
| [[26. додела Оскара\|1953. (26.)]] | Најбољи документарни филм (дугометражни)    | The Living Desert                    | Освојено                    | [ 11 ] [ 12 ] |
| [[26. додела Оскара\|1953. (26.)]] | Оскар за најбољи документарни филм (кратки) | The Alaskan Eskimo                   | Освојено                    | [ 11 ] [ 12 ] |
| [[26. додела Оскара\|1953. (26.)]] | Најбољи кратки филм (цртани филм)           | Toot, Whistle, Plunk and Boom        | Освојено                    | [ 11 ] [ 12 ] |
| [[26. додела Оскара\|1953. (26.)]] | Најбољи кратки филм (цртани филм)           | Rugged Bear                          | Номинација                  | [ 11 ] [ 12 ] |
| [[26. додела Оскара\|1953. (26.)]] | Најбољи кратки филм (две ролне)             | Bear Country                         | Освојено                    | [ 11 ] [ 12 ] |
| [[26. додела Оскара\|1953. (26.)]] | Најбољи кратки филм (две ролне)             | Бен и ја                             | Номинација                  | [ 11 ] [ 12 ] |
| [[27. додела Оскара\|1954. (27.)]] | Оскар за најбољи документарни филм (кратки) | Прерија која нестаје                 | Освојено                    | [ 28 ]        |
| [[27. додела Оскара\|1954. (27.)]] | Најбољи кратки филм (цртани филм)           | Прасе је прасе                       | Номинација                  | [ 28 ]        |
| [[27. додела Оскара\|1954. (27.)]] | Најбољи кратки филм (две ролне)             | Siam                                 | Номинација                  | [ 28 ]        |
| [[28. додела Оскара\|1955. (28.)]] | Оскар за најбољи документарни филм (кратки) | Men Against the Arctic               | Освојено                    | [ 29 ]        |
| [[28. додела Оскара\|1955. (28.)]] | Најбољи кратки филм (цртани филм)           | Сезона лова                          | Номинација                  | [ 29 ]        |
| [[28. додела Оскара\|1955. (28.)]] | Најбољи кратки филм (две ролне)             | Switzerland                          | Номинација                  | [ 29 ]        |
| [[29. додела Оскара\|1956. (29.)]] | Најбољи кратки филм (две ролне)             | Samoa                                | Номинација                  | [ 30 ]        |
| [[30. додела Оскара\|1957. (30.)]] | Најбољи кратки филм (цртани филм)           | Истина о Мајци гуски                 | Номинација                  | [ 31 ]        |
| [[31. додела Оскара\|1958. (31.)]] | Најбољи кратки филм (играни филм)           | Grand Canyon                         | Освојено                    | [ 32 ]        |
| [[31. додела Оскара\|1958. (31.)]] | Најбољи кратки филм (цртани филм)           | Пол Банјан                           | Номинација                  | [ 32 ]        |
| [[32. додела Оскара\|1959. (32.)]] | Оскар за најбољи документарни филм (кратки) | Паја у Матемагичном свету            | Номинација                  | [ 33 ]        |
| [[32. додела Оскара\|1959. (32.)]] | Најбољи кратки филм (цртани филм)           | Noah's Ark                           | Номинација                  | [ 33 ]        |
| [[32. додела Оскара\|1959. (32.)]] | Најбољи кратки филм (играни филм)           | Mysteries of the Deep                | Номинација                  | [ 33 ]        |
| [[33. додела Оскара\|1960. (33.)]] | Најбољи кратки филм (цртани филм)           | Слонић Ћира                          | Номинација                  | [ 34 ]        |
| [[33. додела Оскара\|1960. (33.)]] | Најбољи кратки филм (играни филм)           | Islands of the Sea                   | Номинација                  | [ 34 ]        |
| [[34. додела Оскара\|1961. (34.)]] | Најбољи кратки филм (цртани филм)           | Лудорије на води                     | Номинација                  | [ 35 ]        |
| [[35. додела Оскара\|1962. (35.)]] | Најбољи кратки филм (цртани филм)           | Symposium on Popular Songs           | Номинација                  | [ 36 ]        |
| [[37. додела Оскара\|1964. (37.)]] | Најбољи филм                                | Мери Попинс                          | Номинација                  | [ 12 ] [ 13 ] |
| [[41. додела Оскара\|1968. (41.)]] | Најбољи кратки филм (цртани филм)           | Winnie the Pooh and the Blustery Day | Освојено (постхумна победа) | ≠             |

### Фусноте
- ≠ означава да је награду преузео неко други (у овом случају, редитељ победничког филма Волфганг Рајтерман)[37]

## Почасне награде Академије
| Година                             | За/коме | Врста награде                                                       | Изв.          |
| ---------------------------------- | --- | ------------------------------------------------------------------- | ------------- |
| [[5. додела Оскара\|1932. (5.)]]   | Волту Дизнију за стварање Микија Мауса. | статуа                                                              | [ 2 ] [ 12 ]  |
| [[11. додела Оскара\|1939. (11.)]] | Волту Дизнију за Снежану и седам патуљака, "препознату као значајну иновацију на екрану која је очарала милионе и представља пионир у сјајном новом пољу забаве за цртани филм"  | једна статуета и седам минијатурних статуета на степенастом постољу | [ 8 ] [ 39 ]  |
| [[14. додела Оскара\|1942. (14.)]] | Волту Дизнију, Вилијаму Гаритију, Џону Н. А. Хокинсу и компанији РЦА Мануфацтуринг „за њихов изузетан допринос унапређењу употребе звука у филмовима кроз продукцију Фантазије“. | признање                                                            | [ 10 ] [ 39 ] |
| [[14. додела Оскара\|1942. (14.)]] | Меморијална награда Ирвинга Г. Талберга | награда Ирвинга Г. Талберга                                         | [ 10 ] [ 40 ] |